# Jupiaba citrina
Jupiaba citrina är en fiskart som beskrevs av Angela M. Zanata och Ohara 2009. Jupiaba citrina ingår i släktet Jupiaba och familjen Characidae. Inga underarter finns listade i Catalogue of Life.